# Lada Terra
La Lada Terra è una struttura geologica della superficie di Venere, e il suo nome trae origine dalla dea slava dell'amore Lada.
La superficie di Lada Terra è intorno ai 8000-9000 km² (paragonabili all'Isola di Cipro) e si trova rispetto alle due maggiori Terrae venusiane al polo sud di Venere (nell'Alpha Regio), è si caratterizza da una serie di canali e valli e vicino ad essa si trovano diverse conformazioni geologiche come Lavinia Plantia, Astkhik Planum, Aibarchin Planitia ed Eve Corona.
Oltre a ciò Lada Terra condivide una parte della sua superficie con la Quetzalpetlatl Corona, dando fenomeno ad un rigonfiamento superficiale denominato "aumento Lada".
Data la sua natura come altopiano e per il fatto che i suoi rilievi sono molti bassi (intorno ai 3000 metri), per molti studiosi Lada Terra non è classificabile come continente venusiano al pari di Ishtar Terra e Aphrodite Terra (per fattori superficiali e altimetrici) ma come una formazione geologica a sé, fatto sta che rispetto a molte altre formazioni geologiche di Venere risulta molto più ampio e alto, infatti nei paesi di lingua inglese e per la maggior parte dell'Unione Astronomica Internazionale esso risulta come "terzo continente" di Venere.